# Calisto Tanzi
Calisto Tanzi (Collecchio, 17 de noviembre de 1938 - Parma, 1 de enero de 2022) fue un hombre de negocios italiano, conocido por haber sido el fundador de la productora de lácteos Parmalat.
A pesar de haberse hecho conocido por haber fundado su empresa y por haber liderado durante un buen tiempo el mercado mundial de lácteos, en 2003 quedó envuelto en un escándalo mundial, al protagonizar un caso de fraude y malversación por un valor estimado de ochocientos millones de euros, dando como resultado una gran pérdida para la empresa. Tanzi fue el fundador de Parmalat y su director ejecutivo.
Tanzi fundó Parmalat en 1961, después de abandonar la universidad. Parmalat se derrumbó en 2003 con un agujero de 14 mil millones de euros ($20 mil millones, £13 mil millones) en sus cuentas, en lo que se conoce como el caso de bancarrota más grande de Europa.

## Juicios y encarcelamiento

### Fraude de Parmalat
En diciembre de 2008, Tanzi fue condenado por un Tribunal de Milán a 10 años de prisión por fraude. Tanzi apeló la sentencia pero el tribunal de apelaciones la confirmó en mayo de 2010. La Corte di Cassazione redujo la condena de Tanzi a 8 años y 1 mes, para después ser encarcelado el 5 de mayo de 2011.

### Bancarrota de Parmalat
El 9 de diciembre de 2010, una corte en Parma encontró a Tanzi culpable de bancarrota fraudulenta y asociación criminal y le sentenció a 18 años de prisión. Tanzi apeló la sentencia y el juicio de apelación se inició en diciembre de 2011 en Bologna.

### Bancarrota de Parmatour
El 20 de diciembre de 2011, Tanzi fue sentenciado a otros 9 años y 2 meses por la bancarrota de Parmatour.

## Incautación de obras de arte
En 2001, según Forbes, estaba listado como un mil millonario con una fortuna neta de alrededor de $1300 millones. En diciembre de 2009, las autoridades italianas anunciaron que habían incautado 19 obras de arte pertenecientes a Tanzi, las cuales habían sido escondidas en las casas de sus amigos. Las obras de arte fueron avaluadas en más de 100 millones de euros e incluyen pinturas y dibujos de Picasso, Monet y Van Gogh. Tanzi ha negado ser dueño de cualquier obra de arte escondida. El fiscal de Parma, Gerardo Laguardia, dijo que los oficiales actuaron rápidamente para incautar las pinturas, después de descubrir que habían sido puestas en venta. Las autoridades dijeron que Stefano Strini, el yerno de Tanzi, estaba siendo investigado por el supuesto manejo de las obras de arte.

## Honores
Tanzi fue nombrado Cavaliere del Lavoro (Caballero del Trabajo) en 1984, y Cavaliere di Gran Croce Ordine al Merito della Repubblica Italiana (Caballero de la Gran Cruz de la Orden al Mérito de la República Italiana) en 1999. De cualquier forma, ambos honores fueron retirados por razones de "indignidad" a raíz del caso Parmalat - aún antes de la condena definitiva de bancarrota - por el presidente Giorgio Napolitano.